# Rusociński

Rekonstrukcja właściwego wizerunku herbu

Herb z pieczęci Gabriela z Rusocina z 1434 roku

Rekonstrukcja właściwego wizerunku herbu według B. Możejko i B. Śliwińskiego

Rekonstrukcja według słownego opisu Długosza, Niesieckiego, Żernickiego oraz ilustracji Ostrowskiego, Siebmachera i Gajla

Rusociński (Ruszczyc, Ruszczyński, Ruszcziński, Ruszciński, Ruściński) – herb szlachecki używany przez rodzinę osiadłą na Pomorzu. Herb ten został upowszechniony w polskiej literaturze tematu w błędnej formie i pod nie do końca poprawną nazwą Ruściński. Herb własny rodziny Rusocińskich.

## Opis herbu
Opis z wykorzystaniem klasycznych zasad blazonowania:
W polu czerwonym lew wspięty, koronowany, złoty. Klejnot: nad hełmem głowa strusia z szyją. Labry czerwone, podbite złotem.
Polska klasyczna literatura heraldyczna zna ten herb w błędnej formie, w której w godle jest lew z głową strusia, zaś klejnot nieznany.

## Najwcześniejsze wzmianki
Herb wymienia Nowy Siebmacher, Kasper Niesiecki (Korona polska), Emilian Szeliga-Żernicki (Der polnische Adel, Die polnischen Stammwappen) i Juliusz Karol Ostrowski (Księga herbowa rodów polskich), przy czym Niesiecki stwierdza, że Ruściński nosił herb Lew z głową strusia. Zapis ten był później interpretowany przez Ostrowskiego jako hybryda lwa z głową strusia. Inny punkt widzenia przedstawiono w publikacji poświęconej herbom miast, gmin i powiatów na Pomorzu. Tam herbem miał być lew, zaś głowa strusia stanowić miała klejnot. Właściwszą formę herbu podawał także T. Rembalski w latach 2007 i 2008, o czym pisze Przemysław Pragert. Pragert informuje ponadto, że herb Rusociński pojawił się już u Jana Długosza, który opisał herb Jana Ruszczyńskiego, założyciela klasztoru kartuzów. Herb ten miał przedstawiać lwa z głową jesiotra. Prawdopodobnie doszło tu do jeszcze jednego błędu, gdzie łacińskie słowo struthionis - struś, pomylono ze słowem sturionis - jesiotr. Na tej podstawie w pracy o klasztorze kartuzów z 1749 roku zamieszczono herb dwudzielny w pas, gdzie w polu górnym była głowa jesiotra, zaś w polu dolnym błękitnym lew skaczący złoty. W kolejnym wydaniu tej pracy zorientowano się prawdopodobnie w pomyłce i herb przedstawiał w polu błękitnym lwa, zaś w klejnocie głowę strusia. Mimo to, skrótowy opis Długosza trafił do innych, wzmiankowanych wyżej herbarzy. Za tym, że w herbie powinien być lew, a nie hybryda, przemawia zachowany opis pieczęci Gabriela z Rusocina z 1434 roku, gdzie był jakby lew kroczący w słup, w koronie. Znana jest także pieczęć Piotra z Rusocina z 1382 roku, która zaginęła.

## Herbowni
Rusociński (Roshencin, Ruscinski, Rusciński, Ruscziński, Ruseczyn, Russczin, Russiczin, Russoczin, Russowczyn, Ruszciński, Ruszczyński, Ruściński, Różęciński, błędnie Ruchenczin, Ruchenzin, Rusin, Russin). Herb ten przypisywano także błędnie rodzinom o podobnych nazwiskach: Ruszczyc z Litwy i Ruszcziński z Kujaw.

### Rodzina Rusocińskich
Rodzina wywodzi się z Rusocina obok Pruszcza Gdańskiego. Była to znaczna i zamożna rodzina, która jednak wygasła stosunkowo wcześnie. Jej pierwszym znanym przedstawicielem był rycerz pasowany Wojsław z Rusocina, zmarły po 1316, chorąży gdański, kasztelan pucki, dowódca obrony grodu gdańskiego przed Krzyżakami. Wojsław był jeszcze właścicielem Gołąbkowa, Gdyni i Gowina. Boczną linią tej rodziny mają być Straszyńscy herbu Lew I. Świadczy o tym m.in. podobieństwo herbów obu rodów.